# ヴァッサー (小惑星)
ヴァッサー (1312 Vassar) は、小惑星帯の小惑星である。ジョージ・ファン・ビースブルックがウィスコンシン州のヤーキス天文台で発見した。
ニューヨーク州のヴァッサー大学に因んで名付けられた。
2003年11月に滋賀県で掩蔽が観測された。